# Sztuka Cejlonu
Sztuka Cejlonu – wytwory kultury artystycznej powstałe na Cejlonie.

## Historia
Kultura i sztuka Cejlonu kształtowały się pod wpływem Indii, czerpiąc wzorce stylistyczne przede wszystkim z Indii Południowych. Ściśle związana z buddyzmem wprowadzonym przez władców syngaleskich w III w. p.n.e. Na terenach tamilskich występują zabytki hinduskie. Prężnymi ośrodkami były stolice: Anuradhapura III w. p.n.e. – VIII w. n.e. oraz Polonnaruwa IX – XIV w. Dla Anuradhapury charakterystyczne są stup zwane dagobami (Ruwanweli, Dźetawana), świątynie typu ćajtja-ghara, budowle przy świętych drzewach (bodhighara) oraz sadzawki (pokuna). W epoce Polonnaruwy powstawały: świątynie, skalne rzeźby Buddy, posąg króla Parakramabahu I, godige i sadzawki w kształcie lotosu. Kryzys w rozwoju sztuki cejlońskiej przypadł na lata kolonizacji europejskiej. Ponowny rozkwit przypadł na XVIII – XIX w. Powstawały wówczas zdobne świątynie i pałace, rozwijało się rzemiosło artystyczne.

## Galeria

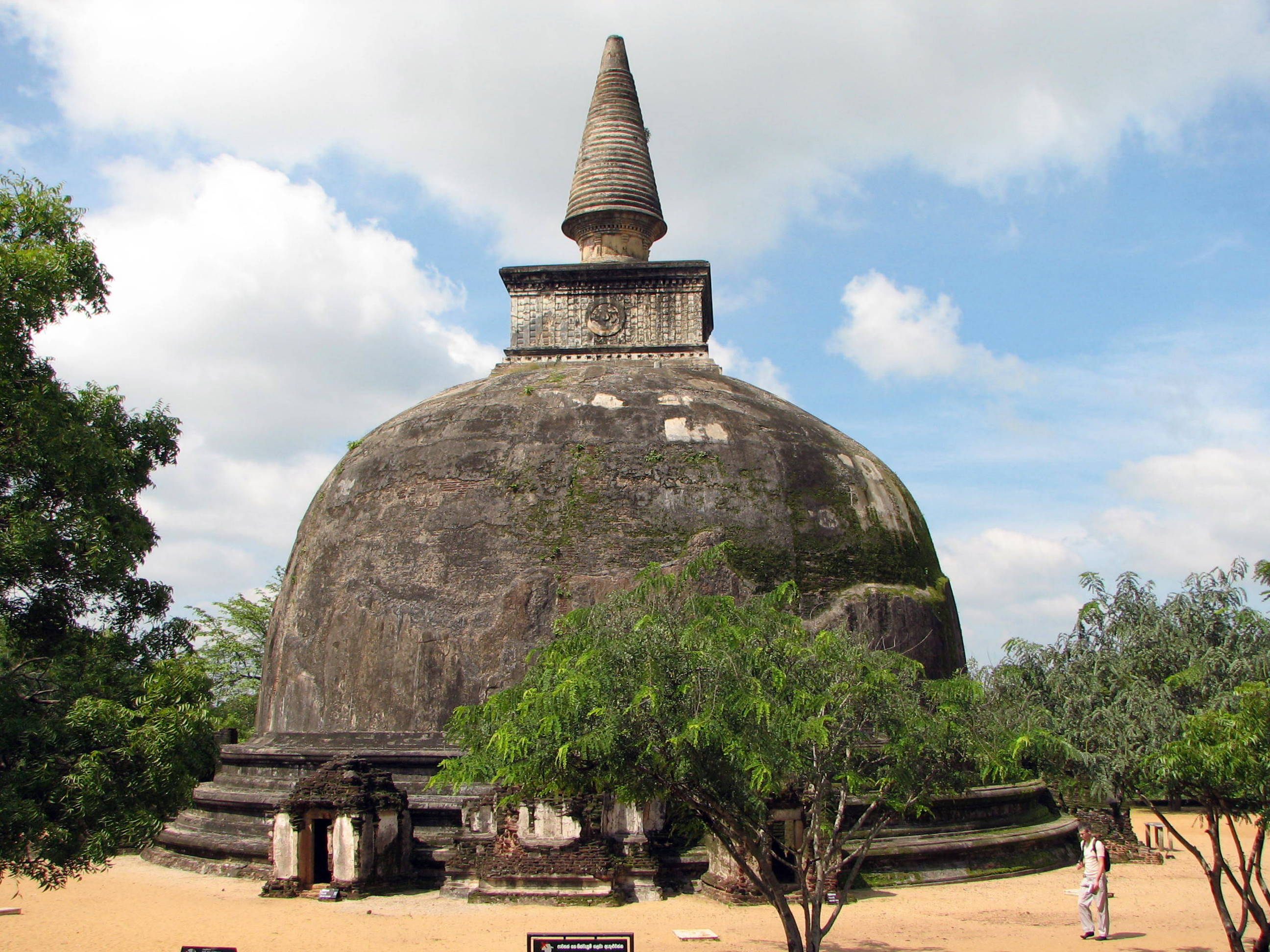
Stupa, Polonnaruwa
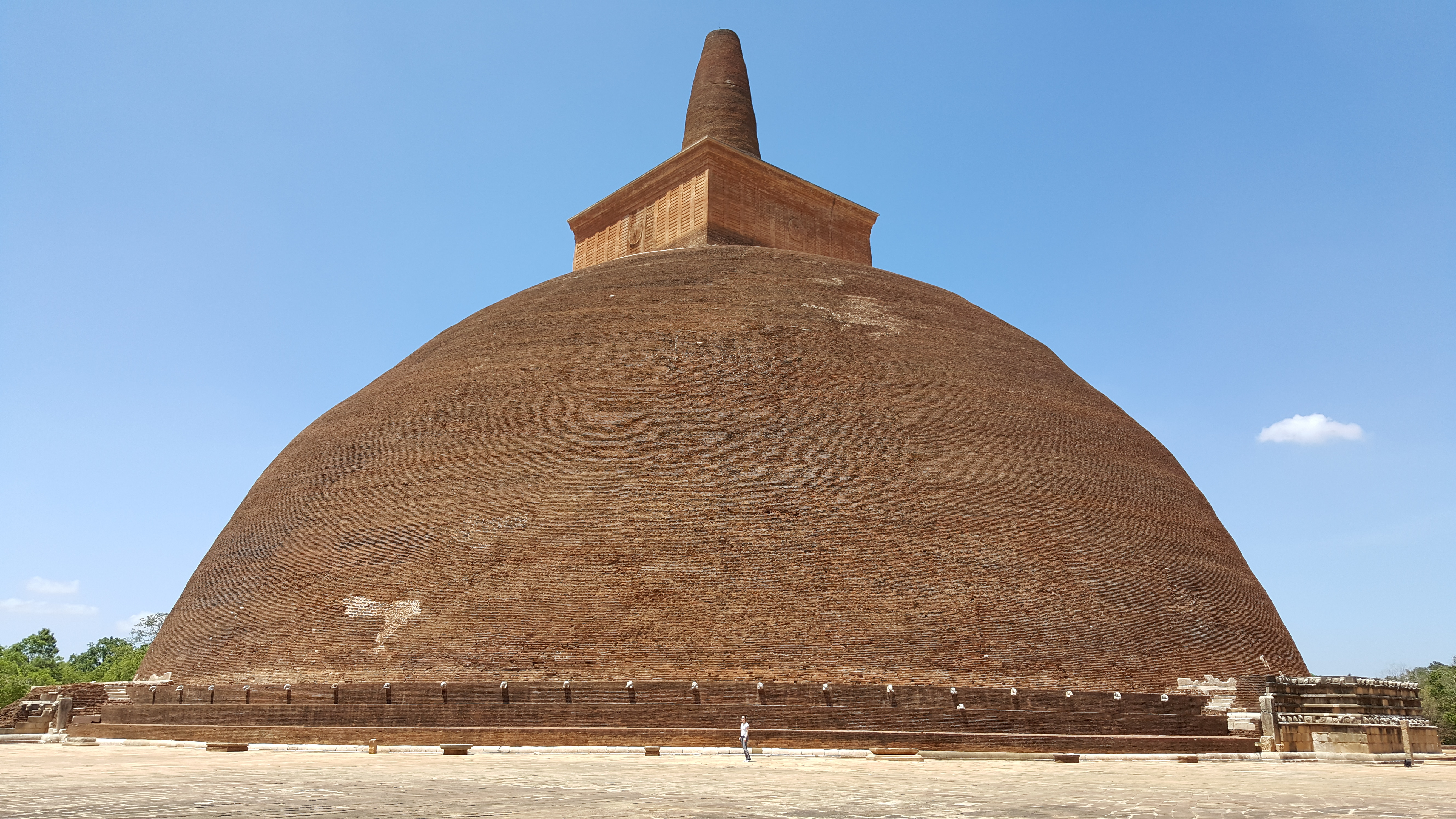
Stupa, Anuradhapura
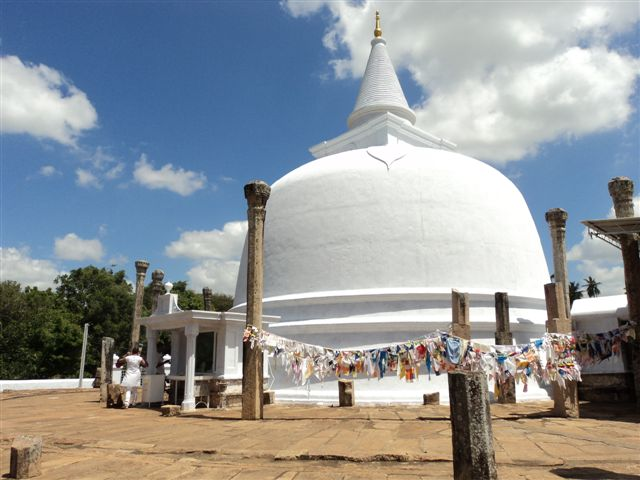
Lankarama Dagaba, Anuradhapura
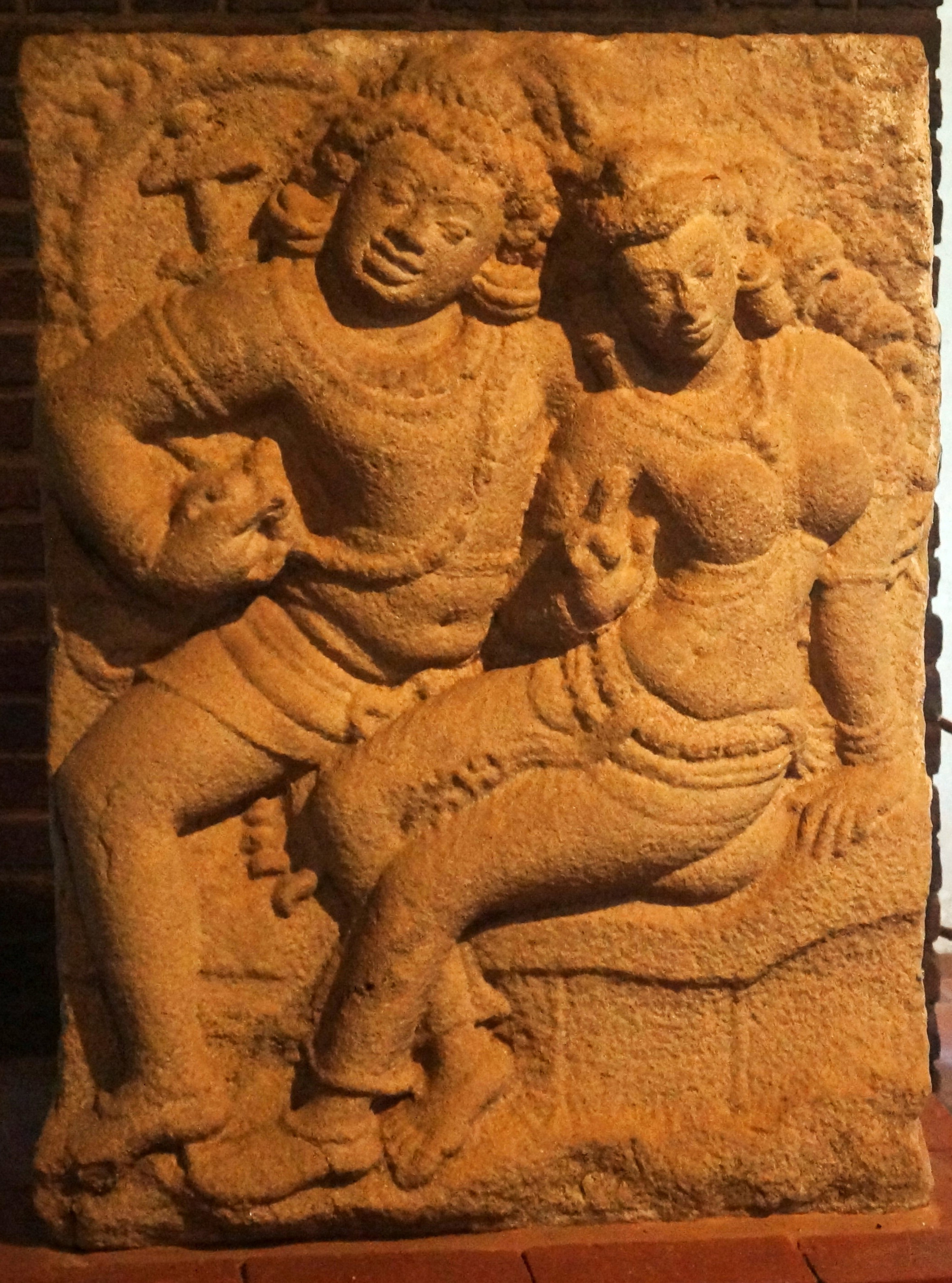
Kochankowie Isrumuniya IV – VI w. p.n.e.
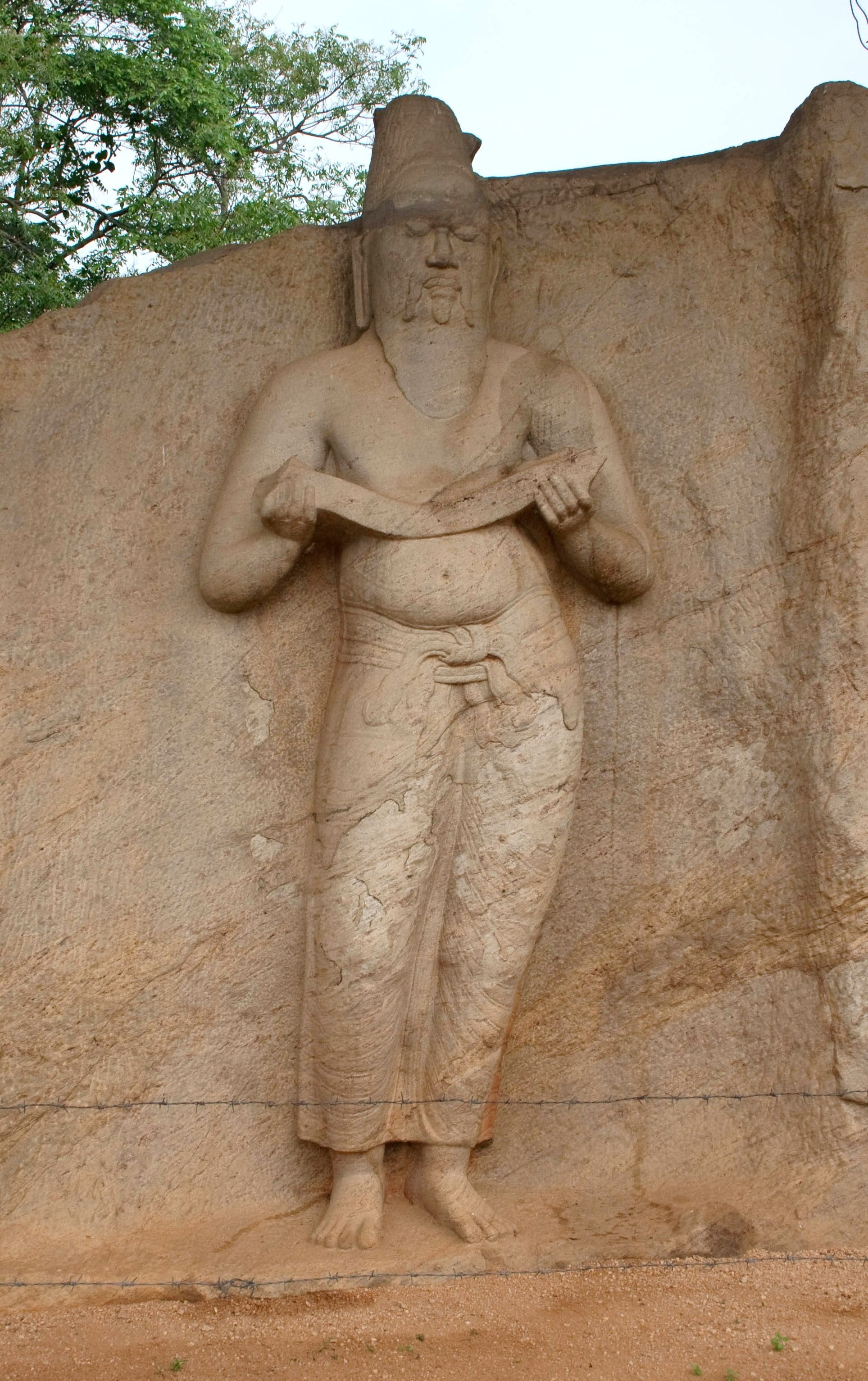
Posąg Parakramabahu I
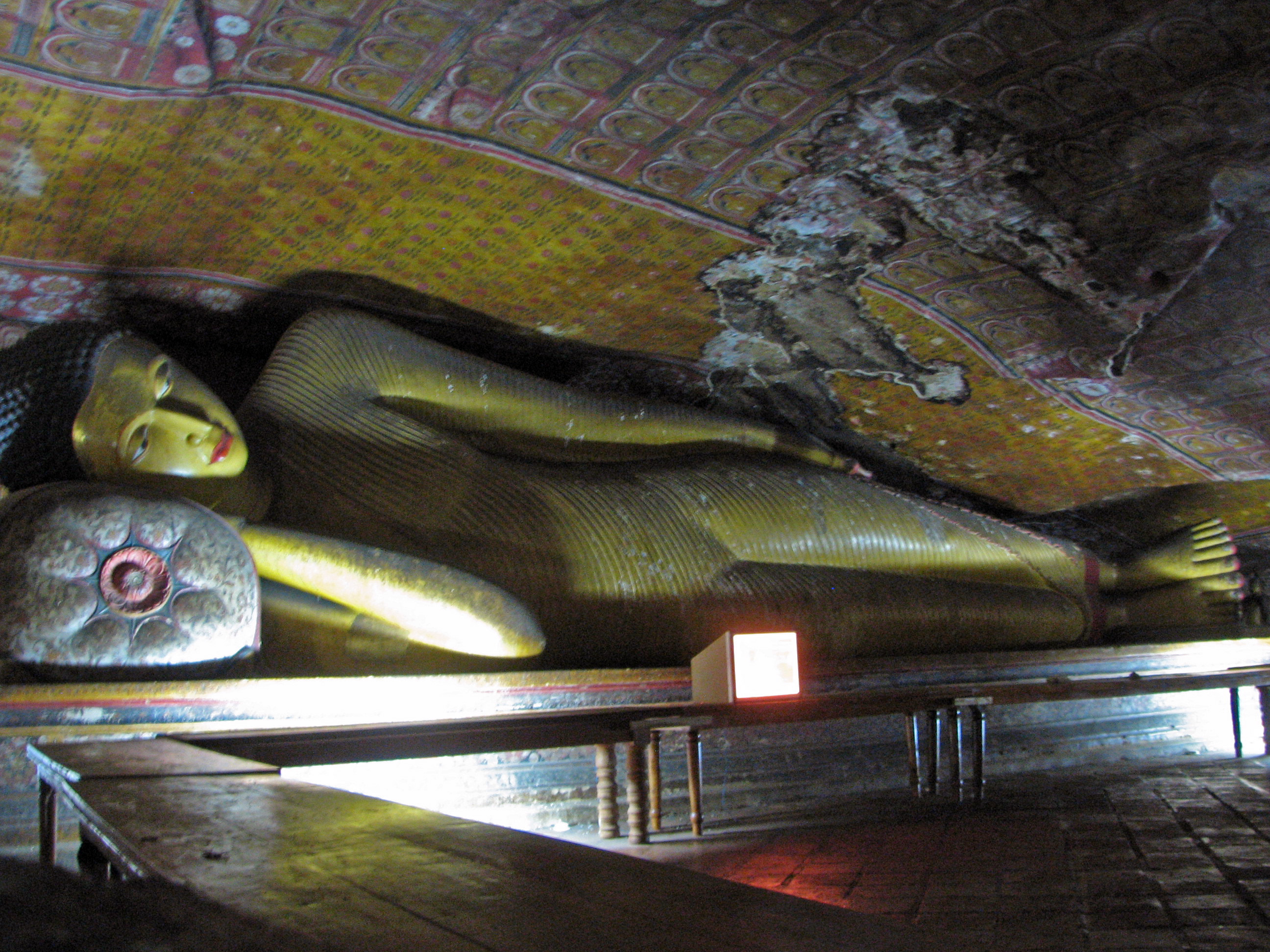
Zaśnięcie Buddy
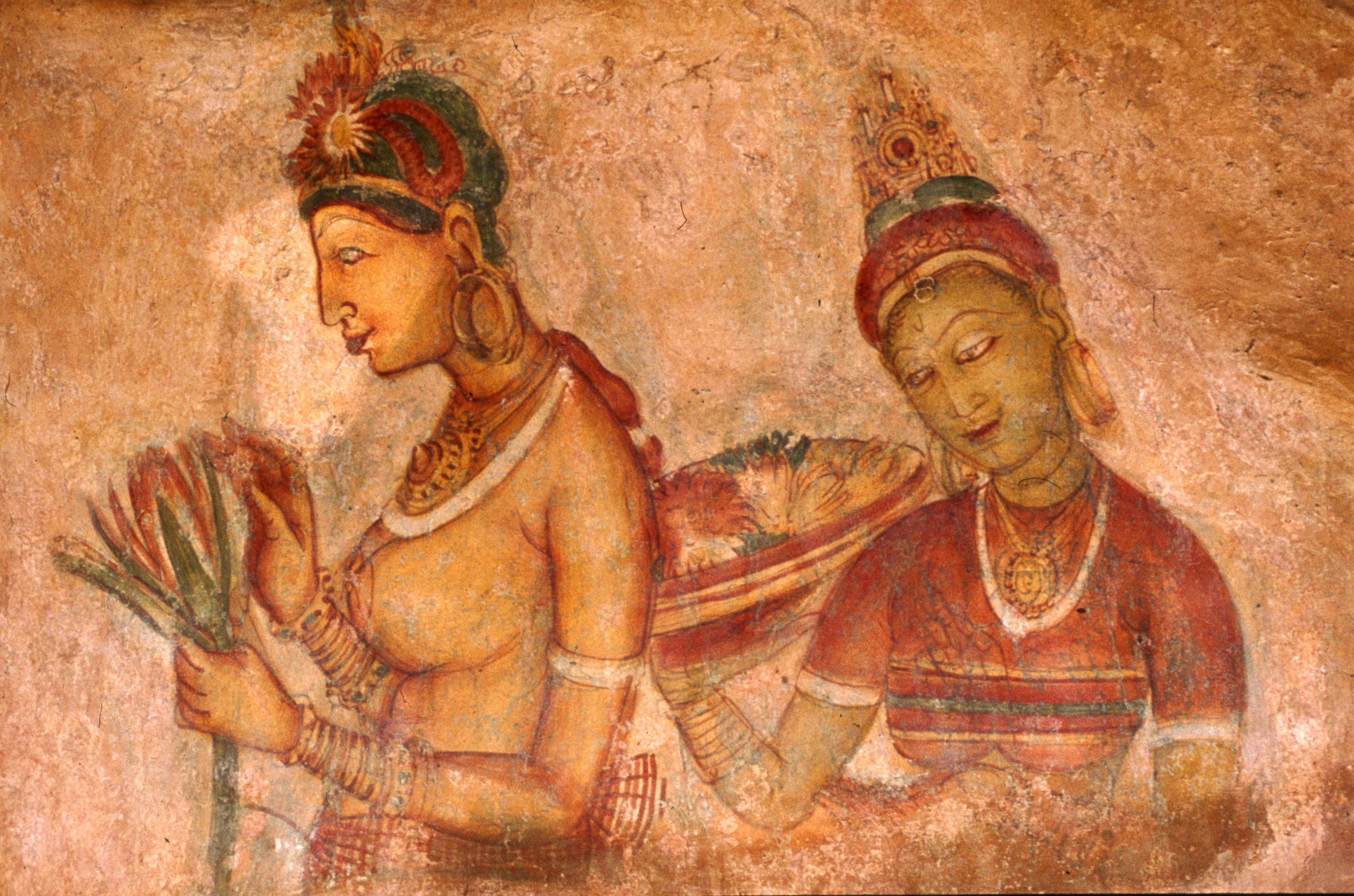
Freski, Sigiriya
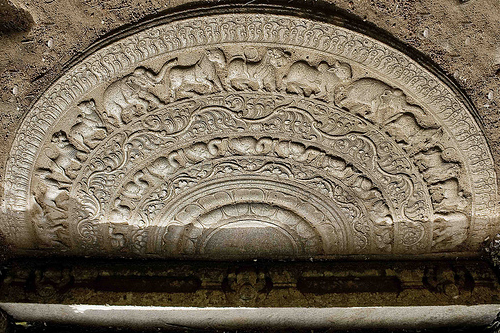
Księżycowy kamień, Anuradhapura
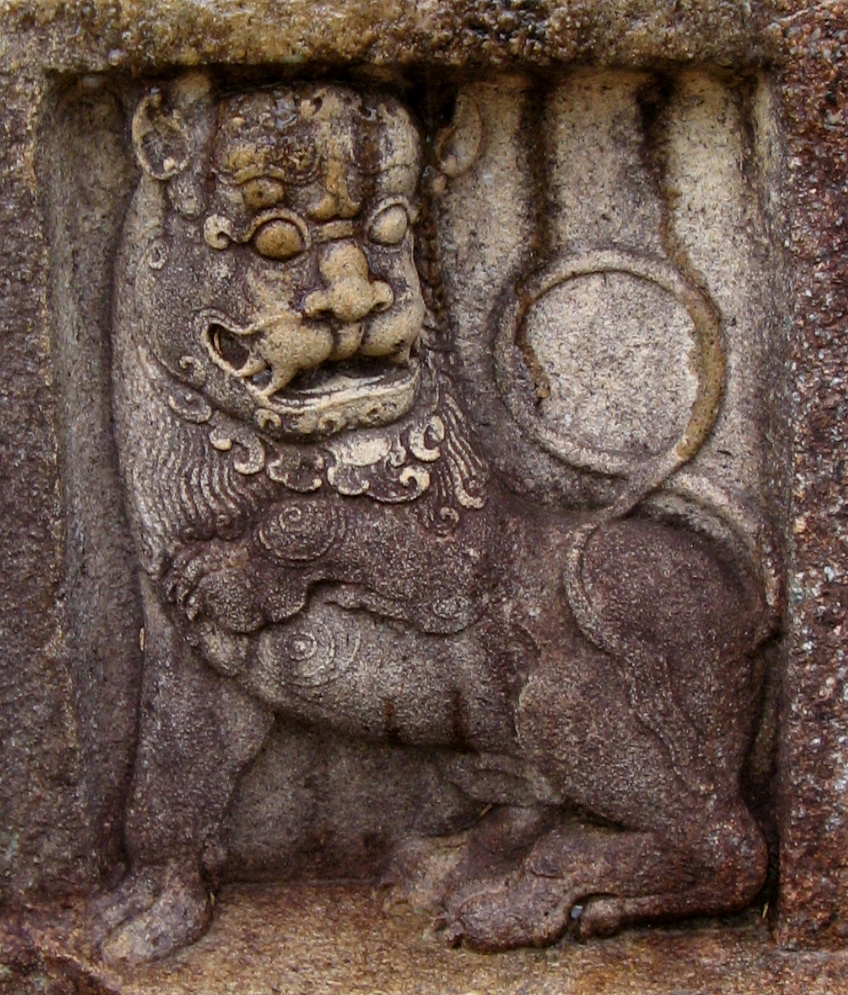
Kamienny lew, Abhayagiri
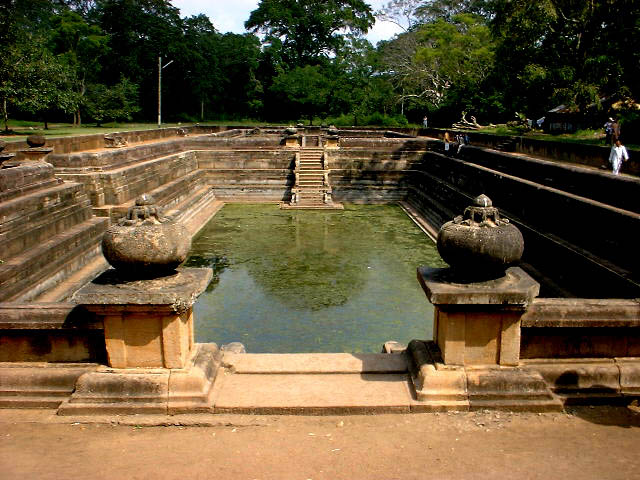
Kuttam Pokuna